# 9682 Gravesande
9682 Gravesande este un asteroid din centura principală, descoperit pe 24 septembrie 1960, de Cornelis van Houten și Ingrid van Houten și Tom Gehrels.
Poartă numele fizicianului Willem 's Gravesande.